# Noordoostelijke Verenigde Staten

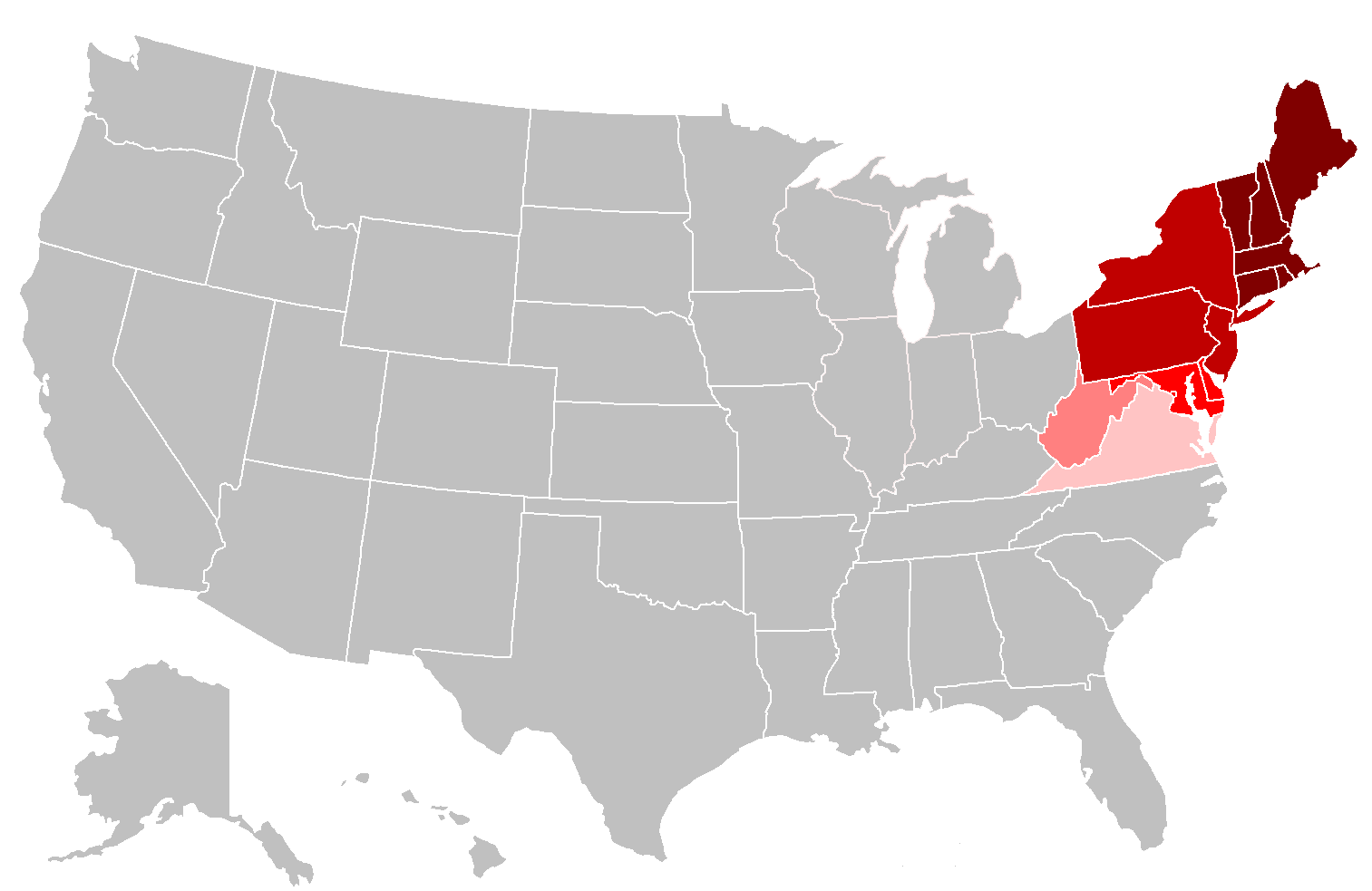
Situering van de Noordoostelijke Verenigde Staten. De donkerste tint staat voor New England, de andere donkerrode staten vormen het Middle Atlantic. De andere staten worden soms wel, soms niet tot het noordoosten gerekend.

De Noordoostelijke Verenigde Staten (Engels: Northeastern United States, American Northeast of the Northeast) vormen een regio in Verenigde Staten die aan het noorden wordt begrensd door Canada, in het oosten door de Atlantische Oceaan, in het zuiden door de Zuidelijke Verenigde Staten en in het westen door het Middenwesten. De regio omvat de noordelijke helft van de Oostkust. Staten die tot het Noordoosten worden gerekend, zijn Maine, New Hampshire, Vermont, Massachusetts, Rhode Island, Connecticut, New York, New Jersey, Pennsylvania, en – afhankelijk van de afbakening – ook Delaware, Maryland, Ohio, West Virginia en/of Virginia.
De zes meest noordoostelijke staten in dit gebied worden New England genoemd.
Het Noordoosten is cultureel en etnisch divers. Het is de meest welvarende en dichtbevolkte regio van het land.